# Devil-Linux
Devil-Linux je distribuce, která se spouští a běží přímo z Live CD. Konfigurace může být uložena na disketě, USB disku nebo na pevném disku. Devil Linux byl původně zamýšlen jako vyhrazený firewall/router, ale nyní může být serverem pro mnoho různých aplikací. Připojení pevného disku je snadné a mnoho síťových služeb je v distribuci již obsaženo.
Systém je navržen, tak aby mohl pracovat bez pevného disku. Vyžaduje jen CD-ROM mechaniku a disketovou mechaniku s disketou, která může být chráněna proti zápisu. CD obsahuje samotný operační systém a disketa obsahuje konfiguraci v tarball souboru, který se rozbalí do adresáře /etc. Systém je tak plně konfigurovatelný, ale po nastavení může systém pracovat bez možnosti zápisu.

## Výhody
- Není nutná instalace, pouze nastavení
- Není potřeba pevný disk
- Omezení možností zápisu

## Nevýhody
- Distribuce neobsahuje kompilátor
- Omezení možností zápisu